# 조르디 도더

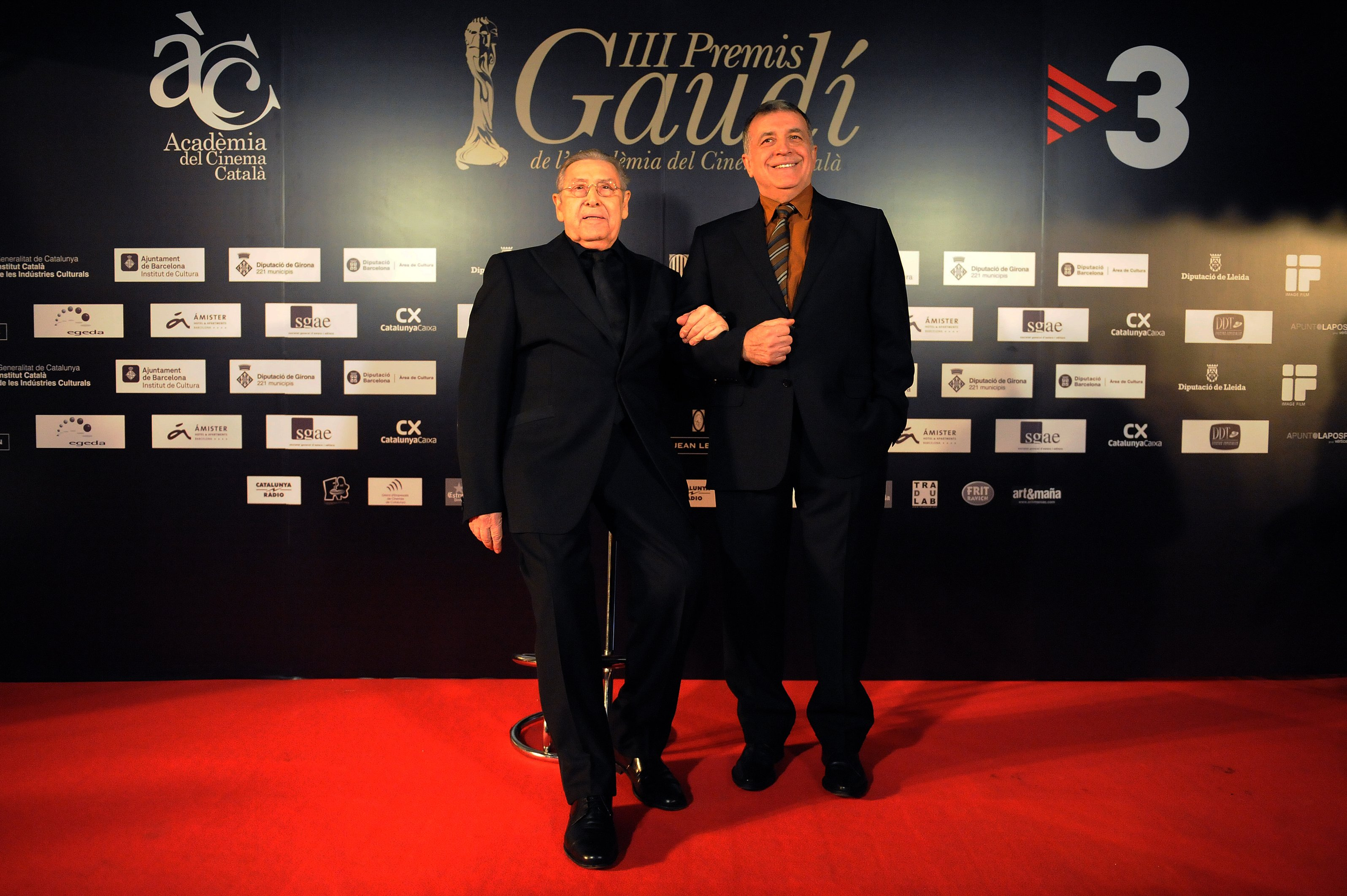

조르디 도더(Jordi Dauder, 1938년 3월 5일~2011년 9월 16일)는 스페인의 배우, 작가, 무대 연출가, 텔레비전 배우이다.
바달로나에서 태어났으며 마드리드에서 사망하였다. 사인은 암이다.

## 영화
- 더 몽크(2011년) - 페레 역
- 카탈루냐 위버 알레스!(2011년)
- 로페(2010년)
- 사랑과 다른 악마들(2009년)
- 카미노(2008년)
- 파서빌리티 오브 언 아일랜드(2008년)
- 행복해지는 199개의 방법(2008년)
- 독헤드(2006년)
- 잠 못 들게 하는 영화 6 - 유령(2006년)
- 나무 상자(2006년)
- 그들만의 러브 매치(2004년)
- 성급한 연금술사(2002년)
- 아이 노우 후 아 유(2000년)
- 포옹(1998년)
- 패션 투르카(1994년)
- 하바네라(1992년)
- 바르샤바 다리(1990년)
- 아벤티스(1989년)